# فرانك أكيرمان
فرانك أكيرمان (بالإنجليزية: Frank Ackerman)‏ هو اقتصادي أمريكي، ولد في 17 أكتوبر 1946 في ماديسون في الولايات المتحدة.